# KK Partizan
El KK Partizan (en serbio Košarkaški Klub Partizan, en cirílico КК Партизан) es el club de baloncesto de la Sociedad Deportiva Partizan de Serbia con sede en la ciudad de Belgrado. Fue fundado el 4 de octubre de 1945 como parte del Club de Deportes del Ejército Yugoslavo. Actualmente participa en la máxima categoría del baloncesto serbio, la Košarkaška Liga Srbije, la Euroliga y en la Liga del Adriático.
Históricamente se trata del club más exitoso de Serbia y uno de los más laureados de la antigua Liga Yugoslava de Baloncesto. A lo largo de su historia ha conquistado un total de 49 títulos, que incluye 21 ligas nacionales (incluyendo Yugoslavia, Serbia y Montenegro y Serbia), 7 ligas ABA, 1 supercopa ABA y 16 copas nacionales. En el plano internacional el Partizán ha conquistado la Copa Korac en tres ocasiones, pero su mayor logro internacional fue la consecución de la Copa de Europa en 1992 después de imponerse al Joventut de Badalona en la final del torneo en Estambul. Cabe destacar que en ese año el equipo disputó sus partidos de Copa de Europa en Fuenlabrada obligado por la FIBA por motivos de seguridad (estallido de las Guerras yugoslavas). 
En octubre de 2009 el Partizán se convirtió en el primer equipo serbio en disputar un partido ante una franquicia de la NBA. Fue en el Pepsi Center de Denver ante los Denver Nuggets, encuentro que finalizó 102-70 a favor de los locales.

## Historia
El club fue fundado el 4 de octubre de 1945 como la sección de baloncesto del Ejército Popular Yugoslavo. El equipo se desligó oficialmente del Ejército en 1953, pasándose a llamar Sociedad Deportiva Partizan.
En 1991, debido a las Guerras yugoslavas, el equipo tuvo que trasladarse a Fuenlabrada y disputar sus encuentros internacionales en el Pabellón Fernando Martín debido a que la FIBA no les dejaba jugar en Belgrado, siendo denominado por los aficionados madrileños como Partizán de Fuenlabrada. Debutaron en tierras madrileñas el 7 de noviembre de 1991 en un partido de Copa de Europa contra el Malinas. Disputaron un total de siete partidos en Madrid, perdiendo solamente uno ante el Estudiantes. Bajo la dirección de Želimir Obradović, esa misma temporada el equipo ganaría su primera y única Copa de Europa ante el Joventut Badalona por 71-70 gracias a un triple a falta de tres segundos para el final de Aleksandar Đorđević.

## Pabellones
- Canchas de baloncesto cercanas a la Fortaleza de Belgrado (1945-1968)
- Hala Sportova (1968-1992)
- Pionir Hall (1992-presente) / Belgrado Arena (2008-presente)

## Palmarés

### Torneos nacionales
- Liga Yugoslava de Baloncesto (13) :

1976, 1979, 1981, 1987, 1992, 1995, 1996, 1997, 2002, 2003, 2004, 2005, 2006
- Liga Serbia de Baloncesto (8) :

2007, 2008, 2009, 2010, 2011, 2012, 2013, 2014
- Copa Yugoslava de Baloncesto (8) :

1979, 1989, 1992, 1994, 1995, 1999, 2000, 2002
- Copa Serbia de Baloncesto (8) :

2008, 2009, 2010, 2011, 2012, 2018, 2019, 2020
- ABA Liga (7):

2007, 2008, 2009, 2010, 2011, 2013, 2023
- ABA League Supercup (1):

2019

### Torneos internacionales
- Copa de Europa (1): 1992
- Copa Korać (3): 1978, 1979, 1989

## Premios Individuales

### Camino Euroliga 1992
| Ronda                | Equipo           | Casa    | Fuera    |
| -------------------- | ---------------- | ------- | -------- |
| Clasificación        | Szolnoki Olaj    | 89–72 G | 92–65 G  |
| Grupo                | Den Helder Kings | 81–75 G | 111–77 G |
| Grupo                | Maes Piels       | 87–67 G | 72–86 P  |
| Grupo                | Philips          | 86–70 G | 94–89 G  |
| Grupo                | Joventut         | 76–75 G | 76–79 P  |
| Grupo                | TSV Bayer 04     | 93–69 G | 73–80 P  |
| Grupo                | Estudiantes      | 75–95 P | 72–75 P  |
| Grupo                | Aris             | 83–75 G | 99–65 G  |
| Cuartos de final     | Knorr            | 78–65 G | 60–61 P  |
| Cuartos de final     | Knorr            | 78–65 G | 69–65 G  |
| Final Four Semifinal | Philips          | 82–75 G | 82–75 G  |
| Final Four Final     | Joventut         | 71–70 G | 71–70 G  |

## Records regionales y en liga

### Records de jugadores
| Nombre             | Partidos |
| ------------------ | -------- |
| Petar Božić        | 412      |
| Milenko Savović    | 386      |
| Uroš Tripković     | 378      |
| Dušan Kecman       | 377      |
| Predrag Drobnjak   | 368      |
| Dragan Todorić     | 363      |
| Miodrag Marić      | 362      |
| Aleksandar Čubrilo | 343      |
| Dušan Kerkez       | 339      |
| Josip Farčić       | 309      |

| Nombre           | Puntos |
| ---------------- | ------ |
| Dražen Dalipagić | 8278   |
| Dragan Kićanović | 6520   |
| Miodrag Marić    | 4688   |
| Miroslav Berić   | 4507   |
| Radovan Radović  | 4188   |
| Miloš Bojović    | 4086   |
| Goran Grbović    | 3889   |
| Predrag Drobnjak | 3775   |
| Haris Brkić      | 3740   |
| Slobodan Jelić   | 3729   |

*Jugadores en cursiva siguen en activo

## Mánager

### Baloncestistas históricos
- Radomir Šaper, Dragan Kićanović, Dražen Dalipagić, Goran Grbović, Milenko Savović, Peter Vilfan, Aleksandar Đorđević, Vlade Divac, Predrag Danilović, Žarko Paspalj, Svetislav Pešić, Željko Obradović, Miroslav Berić, Nikola Lončar, Željko Rebrača, Predrag Drobnjak, Dejan Tomašević, Nenad Krstić, Uroš Tripković, Novica Veličković, Milenko Tepić.

## Entrenadores históricos
Aleksandar Nikolić, Ranko Žeravica, Dušan Ivković, Željko Obradović, Duško Vujošević.

## Partidos contra equipos NBA

### Listado de partidos
| 3 de octubre de 2009 | Denver Nuggets | 102–70 | KK Partizan |                                |
|                      |                |        |             |                                |
|                      |                |        |             | Pabellón: Pepsi Center, Denver |

| 6 de octubre de 2009 | Phoenix Suns | 111–80 | KK Partizan |                                      |
|                      |              |        |             |                                      |
|                      |              |        |             | Pabellón: US Airways Center, Phoenix |

## Esponsors
| Esponsor camiseta     | mt:s        |
| Esponsor camiseta     | NIS         |
| Esponsor camiseta     | Volkswagen  |
| Marca de ropa oficial | Adidas      |
| Marca Bebida          | Jazak Water |
| Televisión oficial    | RTS         |
| Compañía de avión     | Air Serbia  |